# Beverly Crusher
Komandor Beverly Crusher − postać fikcyjna, bohaterka serialu Star Trek: Następne pokolenie oraz czterech filmów pełnometrażowych z serii Star Trek. Pełni rolę głównego lekarza pokładowego na okręcie Enterprise-D, a następnie Enterprise-E. Odtwórczynią roli jest Gates McFadden.